# Alexander Cataford
Alexander Cataford (Ottawa, 1 de septiembre de 1993) es un ciclista canadiense que fue profesional entre 2013 y 2022.

## Palmarés
2013
- 3.º en el Campeonato de Canadá Contrarreloj

2016
- 2.º en el Campeonato de Canadá Contrarreloj

2018
- 3.º en el Campeonato de Canadá Contrarreloj

## Resultados en Grandes Vueltas y Campeonatos del Mundo
| Carrera              | Carrera              | 2013 | 2014 | 2015 | 2016 | 2017 | 2018 | 2019 | 2020 | 2021 | 2022  |
| -------------------- | -------------------- | ---- | ---- | ---- | ---- | ---- | ---- | ---- | ---- | ---- | ----- |
|                      | Giro de Italia       | —    | —    | —    | —    | —    | —    | —    | Ab.  | —    | 101.º |
|                      | Tour de Francia      | —    | —    | —    | —    | —    | —    | —    | —    | —    | —     |
|                      | Vuelta a España      | —    | —    | —    | —    | —    | —    | —    | —    | Ab.  | —     |
| Mundial en Ruta      | Mundial en Ruta      | —    | —    | —    | —    | —    | —    | —    | Ab.  | —    | —     |
| Mundial Contrarreloj | Mundial Contrarreloj | —    | —    | —    | —    | —    | —    | —    | 41.º | —    | —     |

—: no participa
Ab.: abandono

## Equipos
- Garneau-Québecor (2013)
- Amore & Vita-Prodir (2014)
- Silber (2015-2016)
- UnitedHealthcare Professional Cycling Team (2017-2018)
- Israel[2] (2019-2022)
  - Israel Cycling Academy (2019)
  - Israel Start-Up Nation (2020-2021)
  - Israel-Premier Tech (2022)